# Ivan Kosirnik
Ivan Kosirnik (partizansko ime Harko), slovenski partizan, politik in strojni ključavničar, * 1. september 1921, Domžale.  † 22. november 2008, Golnik.
V NOV in POS je vstopil 15. januarja 1943. Kot pripadnik 12. slovenske narodnoosvobodilne brigade je bil najmlajši izmed odposlancev, ki so se udeležili Zbora odposlancev slovenskega naroda v Kočevju.